# Srí Lanka az 1988. évi nyári olimpiai játékokon
Srí Lanka a dél-koreai Szöulban megrendezett 1988. évi nyári olimpiai játékok egyik részt vevő nemzete volt. Az országot az olimpián 3 sportágban 6 sportoló képviselte, akik érmet nem szereztek.

## Atlétika
Férfi
| Versenyző                 | Versenyszám | Eredmény | Helyezés |
| ------------------------- | ----------- | -------- | -------- |
| Vithanakande Samarasinghe | Maraton     | 2:31:29  | 65.      |

Női
| Versenyző       | Versenyszám | Előfutam | Előfutam | Előfutam | Negyeddöntő | Negyeddöntő | Negyeddöntő | Elődöntő | Elődöntő | Elődöntő | Döntő   | Döntő    |
| Versenyző       | Versenyszám | Idő      | Hely.    | Össz.    | Idő         | Hely.       | Össz.       | Idő      | Hely.    | Össz.    | Idő     | Helyezés |
| --------------- | ----------- | -------- | -------- | -------- | ----------- | ----------- | ----------- | -------- | -------- | -------- | ------- | -------- |
| Tilaka Jinadasa | 100 m gát   | kizárták | kizárták | kizárták | kiesett     | kiesett     | kiesett     | kiesett  | kiesett  | kiesett  | kiesett | kiesett  |

## Sportlövészet
Férfi
| Versenyző                       | Versenyszám       | Selejtező | Selejtező | Döntő   | Döntő    |
| Versenyző                       | Versenyszám       | Pont      | Helyezés  | Pont    | Helyezés |
| ------------------------------- | ----------------- | --------- | --------- | ------- | -------- |
| Zal Chitty                      | Légpuska          | 563       | 46.       | kiesett | kiesett  |
| Daya Rajasinghe Nadarajasingham | Sportpuska, fekvő | 587       | 49.       | kiesett | kiesett  |

## Úszás
Férfi
| Versenyző      | Versenyszám  | Előfutam | Előfutam | Előfutam | Döntő   | Döntő   | Döntő   | Helyezés |
| Versenyző      | Versenyszám  | Idő      | Hely.    | Össz.    | Típus   | Idő     | Hely.   | Helyezés |
| -------------- | ------------ | -------- | -------- | -------- | ------- | ------- | ------- | -------- |
| Julian Bolling | 400 m gyors  | 4:18,88  | 6.       | 46.      | kiesett | kiesett | kiesett | kiesett  |
| Julian Bolling | 400 m vegyes | 4:53,61  | 3.       | 32.      | kiesett | kiesett | kiesett | kiesett  |

Női
| Versenyző        | Versenyszám  | Előfutam | Előfutam | Előfutam | Döntő   | Döntő   | Döntő   | Helyezés |
| Versenyző        | Versenyszám  | Idő      | Hely.    | Össz.    | Típus   | Idő     | Hely.   | Helyezés |
| ---------------- | ------------ | -------- | -------- | -------- | ------- | ------- | ------- | -------- |
| Dipika Chanmugam | 100 m mell   | 1:20,18  | 6.       | 38.      | kiesett | kiesett | kiesett | kiesett  |
| Dipika Chanmugam | 200 m mell   | 2:51,60  | 3.       | 42.      | kiesett | kiesett | kiesett | kiesett  |
| Dipika Chanmugam | 200 m vegyes | 2:33,58  | 3.       | 31.      | kiesett | kiesett | kiesett | kiesett  |